# David Hyde Pierce

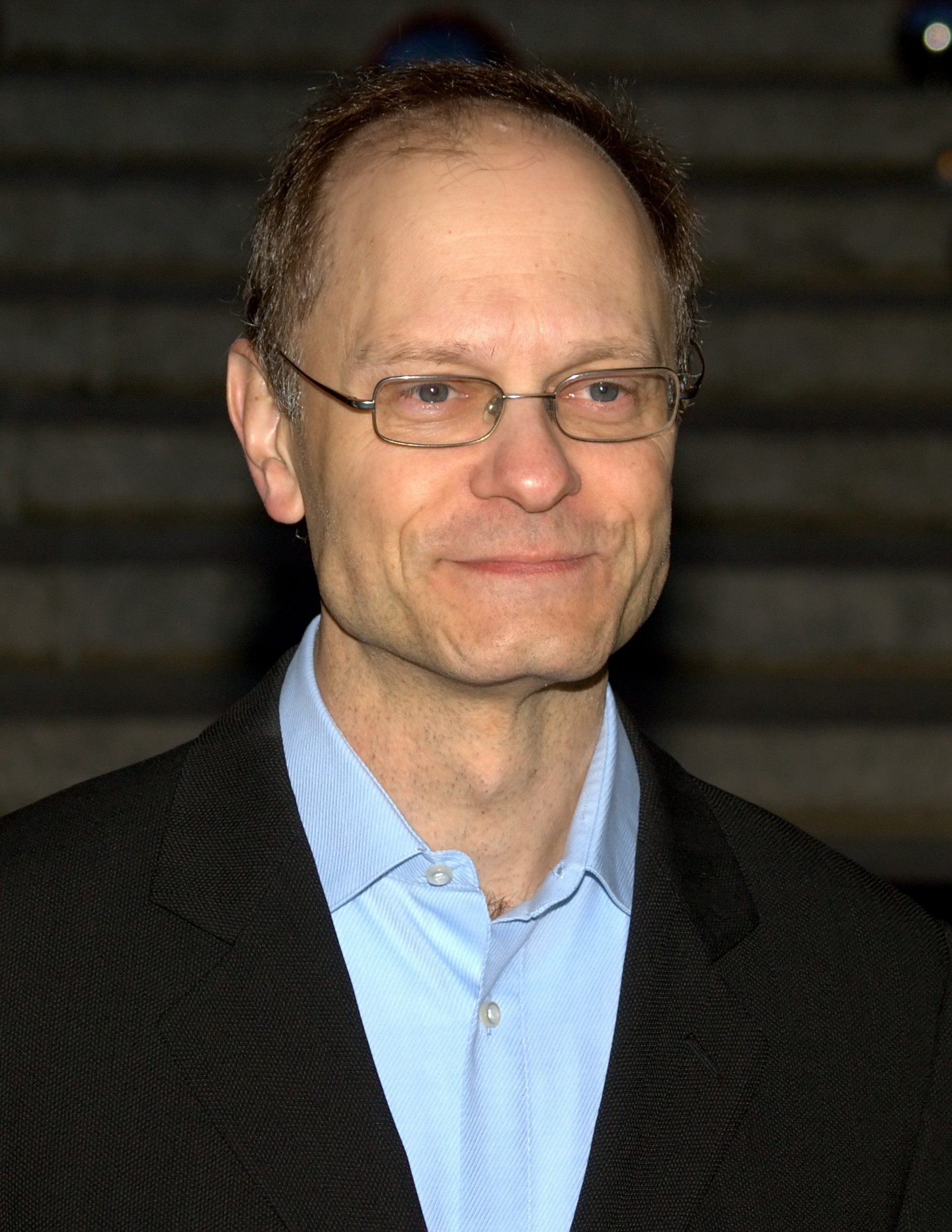
David Hyde Pierce (2010)

David Hyde Pierce (* 3. April 1959 in Saratoga Springs, New York) ist ein US-amerikanischer Schauspieler.

## Karriere
Pierce wurde vor allem durch die Fernsehserie Frasier bekannt, in der er von 1993 bis 2004 die Rolle des Dr. Niles Crane verkörperte. Für diese Rolle war er elfmal hintereinander für einen Emmy als bester Nebendarsteller nominiert. Er gewann den Preis viermal (1995, 1998, 1999 und 2004). Weiterhin wurde er von 1995 bis 2004 insgesamt neunzehn Mal für den Screen Actors Guild Award in verschiedenen Kategorien nominiert, womit er nach Edie Falco und Julianna Margulies zu den meistbedachten Person in den Fernsehen-Kategorien des Preises gehört. 1996 konnte er ihn alleine und 2000 mit dem restlichen Ensemble gewinnen.
Seine Stimme ist in zahlreichen Filmen wie Das große Krabbeln, Der Schatzplanet und Hellboy sowie in der Zeichentrickserie Die Simpsons als Cecil Terwilliger zu hören. In letzterer wurde er nach Frasier erneut als Bruderpaar zusammen mit Kelsey Grammer besetzt, der hier den Tingeltangel-Bob spricht.
Nachdem die Produktion von Frasier beendet wurde, nahm Hyde Pierce eine Broadway-Rolle als „der nicht ganz so tapfere“ Sir Robin an der Seite von Tim Curry und Hank Azaria im Musical Spamalot an, das im Februar 2005 im New Yorker Shubert Theatre startete. Für die Rolle des Lieutenant Frank Cioffi in dem Broadway-Musical Curtains gewann Hyde Pierce 2007 den Tony Award als bester Hauptdarsteller in einem Musical.
Er ist mit dem TV-Autor, -Regisseur und -Produzenten Brian Hargrove verheiratet. Da sein Vater an Alzheimer-Krankheit litt, engagiert sich David Hyde Pierce für die Erforschung und Behandlung der Krankheit. Er unterstützt die Alzheimer Association.

## Filmografie (Auswahl)

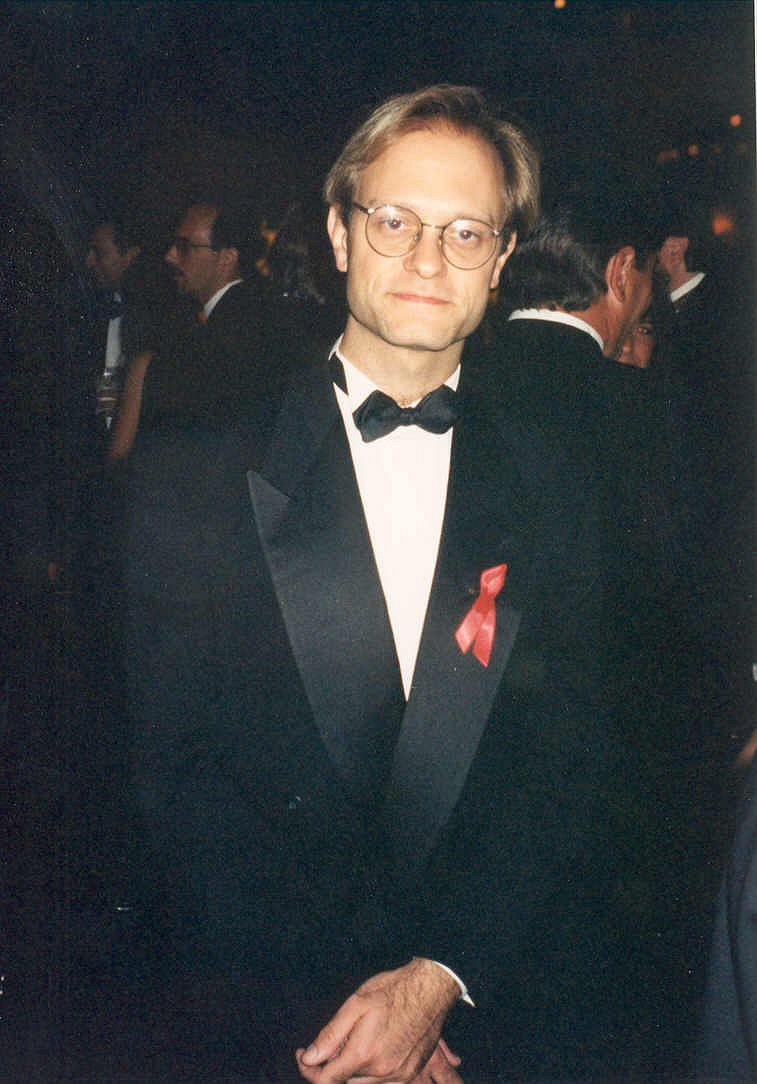
Pierce bei den Emmy Awards 1994

### Filme
- 1988: Rocket Gibraltar
- 1988: Crossing Delancey
- 1988: Bright Lights, Big City
- 1988: The Appointments of Dennis Jennings
- 1989: Vampire’s Kiss
- 1990: Across Five Aprils
- 1991: König der Fischer (The Fisher King)
- 1991: Das Wunderkind Tate (Little Man Tate)
- 1993: Addams Family Values
- 1993: Schlaflos in Seattle (Sleepless in Seattle)
- 1994: Wolf – Das Tier im Manne (Wolf)
- 1995: Nixon
- 1995: Ripple
- 1998: Das große Krabbeln (A Bug’s Life)
- 1999: Das sonderbare Liebesleben der Erdlinge (The Mating Habits of the Earthbound Human) (nur Stimme)
- 2000: Die Geschichte vom Teddy, den niemand wollte (The Tangerine Bear: Home in Time for Christmas!, Sprechrolle)
- 2000: Chain of Fools
- 2000: Ist sie nicht großartig?
- 2001: Laud Weiner
- 2001: Osmosis Jones
- 2001: Happy Birthday
- 2001: On the Edge
- 2001: Wet Hot American Summer
- 2002: Der Schatzplanet (Treasure Planet)
- 2002: Voll Frontal (Full Frontal)
- 2003: Down with Love – Zum Teufel mit der Liebe! (Down with Love)
- 2004: Hellboy
- 2006: Amazing Screw-On Head
- 2008: Forever Plaid
- 2010: Dinner for One – Eine mörderische Party
- 2024: The Exorcism

### Serien
- 1987: Crime Story
- 1987: Spenser (Spenser: For Hire)
- 1992: Dream On
- 1992: The Powers That Be
- 1995: The Adventures of Hyperman
- 1995–1996: Caroline in the City
- 1996: Mighty Ducks
- 1996: Outer Limits – Die unbekannte Dimension (The Outer Limits, eine Folge)
- 1997, 2007, 2014: Die Simpsons (The Simpsons)
- 1998: Hercules
- 1999: Jackie’s Back!
- 2001: Titus
- 2003: Gary the Rat
- 1993–2004: Frasier
- 2014–2015: Good Wife (The Good Wife)
- 2015: Wet Hot American Summer: First Day of Camp
- 2017: Wet Hot American Summer: Ten Years Later
- 2017: When We Rise (5 Folgen)
- 2022–2023: Julia (Fernsehserie, 16 Folgen)